# Kamarou Fassassi
 (janvier 2024).
Kamarou Fassassi, né le 10 octobre 1948 et mort le 4 décembre 2016, est un homme politique béninois.

## Biographie

### Enfance et débuts
Kamarou Fassassi est né le 10 octobre 1948 à Porto-Novo.

### Carrière
Au cours de sa vie, Kamarou Fassassi est successivement directeur de cabinet du président de l'Assemblée nationale du Bénin, Adrien Houngbédji, de 1992 à 1995, député de la 3e et de la 4e législature du Bénin. Lorsque Mathieu Kérékou revient au pouvoir en 1996, Kamarou Fassassi devient ministre des travaux publics et des transports jusqu'en 1998. Il est élu à l'Assemblée nationale comme candidat du Parti du renouveau démocratique lors des élections législatives de mars 1999. En 2000, il crée le Parti du réveil des démocrates de la nouvelle génération (PRD-Nouvelle Génération), qui soutient la réélection du président Mathieu Kérékou aux élections présidentielles de mars 2001. En mai 2001, il a été nommé ministre des Mines, de l'énergie et de l'hydraulique. Poste qu'il conserve jusqu'en avril 2006, à l’accession de Yayi Boni à la magistrature suprême,.
À Copargo en janvier 2006, il annonce qu'il est le candidat du PRD-Nouvelle Génération à l'élection présidentielle de mars 2006, disant qu'il veut défendre l'héritage de Mathieu Kérékou. Lors de cette élection, remportée par Boni Yayi, il obtient la neuvième place avec 0,98% des voix,.
Il meurt le 4 décembre 2016 à Cotonou.